# Caldisphaera
Caldisphaera ist eine Gattung von Archaeen (früher „Archaebakterien“) im Phylum Thermoproteota (früher „Crenarchaeota“ genannt). Die zugehörigen Arten können Schwefel als Energiequelle nutzen. Als Kohlenstoffquelle werden organische Substanzen genutzt. Die Mitglieder Gattung besitzen als Archaeen ebenso wie die Bakterien keinen Zellkern, man bezeichnet sie gemeinsam auch nicht-taxonomisch als Prokaryonten. Vertreter von Caldisphaera sind thermophil, d, h. sie benötigen hohe Temperaturen für das Wachstum. So zeigt Caldisphaera draconis optimales Wachstum bei Temperaturen von 70–72 °C. Diese Organismen benötigen zudem Umgebungen mit hohem Säuregehalt, sind also acidophil. Vertreter der Gattung wurden u. a. in thermalen Quellen im Yellowstone-Nationalpark isoliert.

## Merkmale
Die Zellen sind kokkenförmig und treten einzeln oder paarweise auf. Flagellen (Archaellen) sind nicht vorhanden. Ein isolierter Stamm kann Pili bilden.

## Stoffwechsel

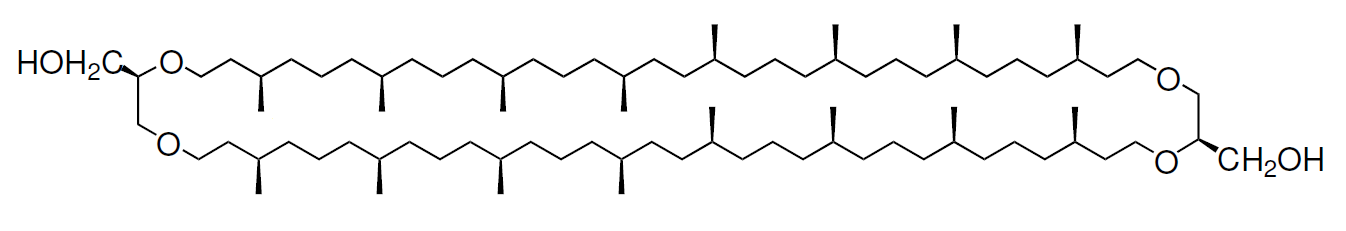
Chemische Struktur von Caldarchaeol, einem typischen GDGT

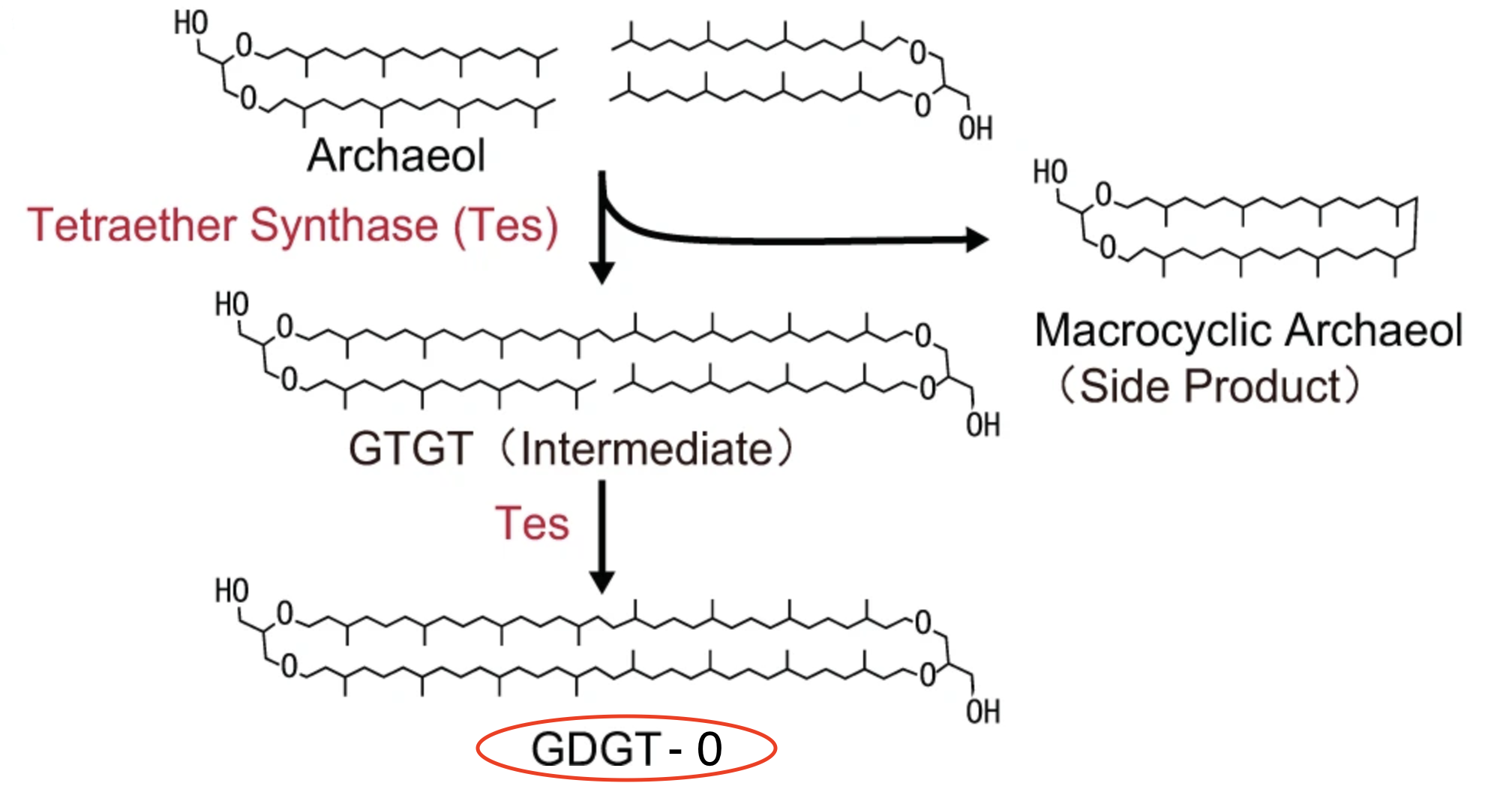
Vorgeschalgener Biosynthese-Weg von Caldarchaeol (GDGT-0) aus Archaeol.

Caldisphaera ist anaerob, d. h. Sauerstoff wird nicht toleriert.
Ein Stamm von C. lagunensis ist hierbei eine Ausnahme, er zeigt auch Wachstum in einer sauerstoffarmen Umgebung (bis zu 2 % O2). Arten können zur Energiegewinnung elementaren Schwefel (S0) zu Schwefelwasserstoff reduzieren, man spricht von der Schwefelatmung. Elementarer Schwefel wird hierbei zu Schwefelwasserstoff (H2S) reduziert. Wenn kein Schwefel vorhanden ist, kann eine Fermentation (auch als Gärung bezeichnet) durchgeführt werden.
Die Gattung besitzt zyklische und azyklische Glycerol-Dialkyl-Glycerol-Tetraether-Lipide (englisch Glycerol dialkyl glycerol tetraethers, GDGTs). C. lagunensis enthält Norspermidin und Spermidin sowie Agmatin als die wichtigsten Polyaminbestandteile.

## Ökologie

### Wachstumsbedingungen
Die Gattung Caldisphaera zählt zu den sogenannten thermoacidophilen Mikroorganismen, sie benötigt für das Wachstum neben hohen Temperaturen (thermophil) auch stark saure Umgebungen (acidophil). 
C. lagunensis benötigt etwa für das Wachstum pH-Werte von 2,3–5,4, optimales bei 3,5–4,0 und Temperaturen von 70 bis 78 / 80 °C.
Optimale pH-Werte und Temperaturen für „C. draconis“ sind 2,5–3,0 und 70–72 °C.
Zum Vergleich: Andere thermoacidophile Archaeen innerhalb des Phylums Thermarchaeota sind z. B. Arten von Acidianus (70–85 °C und pH 0.8–2.5), von der nah verwandten Gattung Acidilobus (80 °C und pH 3.5–3.8), Metallosphaera (65–75 °C, pH 2.5–4.0) und Sulfolobus (65–80 °C, pH 2.0–3.5). 
Unter den thermoacidophilen Bakterien befindet sich z. B. Alicyclobacillus (45–60 °C, pH 3.0–4.0) und Hydrogenobaculum (65 °C, pH 3.0).

### Fundorte
„Caldisphaera draconis“ wurde in der Dragon Spring im Norris-Geysir-Becken, Yellowstone-Nationalpark,  gefunden. 
Dort sind elementarer Schwefel und gelöste organischen Kohlenstoffverbindung vorhanden. 
Funde von C. lagunensis stammen aus sauren, heißen Quellen und Solfataren.
Weitere Stämme von Caldisphaera wurden aus vulkanisch-sauren heißen Quellen auf den Philippinen und in den USA isoliert, und verwandte 16S-rRNA-Proben wurden in ähnlichen geothermischen Habitaten in Japan, Russland und Taiwan nachgewiesen. Solche Umgebungen sind im Allgemeinen anaerob und enthalten Ablagerungen von elementarem Schwefel, der durch die Schwefelatmung von Caldisphaera genutzt werden kann.
Als Kohlenstoffquelle für die Fermentation können Reste von abgestorbenen Archaeen- und Bakterienzellen oder andere organische Stoffe genutzt werden. Die Art „C. draconis“ wurde vom Nadelstreu der Küsten-Kiefer (Pinus contorta) nachgewiesen und ist hier am Abbau der für andere Organismen schwierig zu nutzenden Nadeln beteiligt. Die Nadeln enthalten den für das Archaeon wichtigen Schwefel und organische Verbindungen als Kohlenstoffquelle.
Es wurden auch mit denen von Caldisphaera verwandte 16S-rRNA-Proben in Tiefsee-Schloten gefunden.

## Systematik
Caldisphaera gehört zu den Archaeen (Domäne Archaea) und wurde 2003 erstbeschrieben. Die Gattung wurde zunächst zu der neu aufgestellten Familie Caldisphaeraceae gestellt, später wurde sie den Acidilobaceae zugeordnet. Die Familie zählt zu den Thermoproteota (früher als „Crenarchaeota“ bezeichnet). Da die Gattung „Candidatus Hestiella“ nur in der GTDB als mit Caldisphaera synonymisiert ist, nicht aber in der LPSN und der NCBI-Taxonomie, wären nach letzteren Taxonomien einige Mitglieder dieser Kandidatengattung und nicht Caldisphaera zuzuordnen.
Gattung Caldisphaera Itoh et al.  2003(L,N,G)
Gattung [„Candidatus Hestiella“  St. John & Reysenbach 2024(N)] – in der GTDB synonymisiert, nicht aber in der LPSN und der NCBI-Taxonomie
sichere Mitglieder von Caldisphaera:
- Spezies „Caldisphaera draconis“ Boyd et al. 2007(L,N)[3]:
  - Stamm: 18U65, 16S rRNA: EF057392(L,N)
– Fundort: Dragon Spring (Säure-Sulfat-Chlorid-haltige geothermische Quelle), One Hundred Spring Plain (OSP),[11] Norris-Geysir-Becken, Yellowstone-Nationalpark(N)[3]

- Spezies Caldisphaera lagunensis Itoh et al. 2003(L,N,G) (Typusart)(L,G)[9]
  - Referenzstamm: DSM 15908(L,N,G) alias ANMR 165, IC-154, JCM 11604 oder MCC-UPLB 1331, 16S rRNA: AB087499(L,N)[9]
– Fundort: Saure Thermalquelle am Mt. Maquiling (Makiling), Provinz Laguna, Philippinen(N,G)

- Spezies Caldisphaera sp023256325(G) [Caldisphaera sp. isolate KMA_Bin23(N)]
  - Stamm KMA_Bin23(G,N)
– Fundort: Mutnowski-Vulkan, Kamtschatka, Russland(N)
  - Stamm MAG30 mit Genom JBAMML000000000(N,G)
– Fundort: Uson Caldera, Kamtschatka, Russland(N)

sichere Mitglieder von Ca. Hestiella:
- Spezies „Caldisphaera acidicharens“(G) [Ca. Hestiella acidicharens(N)] – nach GTDB hierher verschoben
  - Referenzstamm 131-447_51_esom(G)
– Fundort: Tiefsee-Hydrothermalschlot im Lau Basin[12] (bei Tonga), Pazifik(N)
  - Stämme S010_metabat2_scaf2bin.059; S010_37_esom; 131-447_metabat1_scaf2bin.050; M1_30_esom; M1_metabat1_scaf2bin.025, M2_139_esom; M2_metabat2_scaf2bin.319(G)

- Spezies Caldisphaera sp015522625(G) [Ca. Hestiella sp. isolate S016_56_esom(N)] –  nach der GTDB hierher verschoben
  - Stamm S016_56_esom(N,G)
– Fundort: Sediment an einem Tiefsee-Hydrothermalschlot, Brothers Volcano, Pazifik(N)
  - Stamm S016_metabat2_scaf2bin.003(G)
– Fundort: Sediment an einem Tiefsee-Hydrothermalschlot, Brothers Volcano, Pazifik(N)

ohne Zuordnung zu einer der beiden Gattungen:
- Spezies Caldisphaera sp002506595(G) [Acidilobaceae archaeon UBA158(N)]
  - Stamm UBA158(G,N)
– Fundort: Shi-Huang-Ping (alias Szehuangtzeping, SHP) Thermalquelle, Datun-Vulkangruppe (大屯火山群, Tatun Volcanic Group, TVG), Nord-Taiwan(N)

(G) – Genome Taxonomy Database(G)
(L) – List of Prokaryotic names with Standing in Nomenclature(L)
(N) – Taxonomie des National Center for Biotechnology Information(N)

## Namensgebung
Der Gattungsname Caldisphaera kommt von „caldus“, dem lateinischen Wort für „heiß“, und dem griechischen Wort σφαῖρα sphaîra, deutsch ‚Kugel‘. Caldisphaera bedeutet also so viel wie „eine heiße kugelförmige Zelle“.
- Das Art-Epitheton draconis ist ebenfalls lateinisch, und bedeutet ‚des Drachens‘, ‚vom Drachen‘, verweist damit auf den Fundort des Referenzstamms 18U65, die Quelle Dragon Spring, im Yellowstone-Nationalpark, USA.[10]
- Das Art-Epitheton lagunensis ist neulateinisch und bedeutet ‚zu Laguna gehörend‘, der Provinz auf den Philippinen, wo der Referenzstamm IC-154 isoliert wurde.[10]